# 딥 러닝 (사우스 파크)
딥 러닝(Deep Learning)은 미국 애니메이션 TV 시리즈 사우스 파크 시즌 26의 네 번째 에피소드이자 시리즈 전체의 323번째 에피소드이다. 트레이 파커가 각본 및 감독을 맡은 이 작품은 2023년 3월 8일에 첫 방송되었다. 문자 메시지에 인공지능 챗봇 ChatGPT(에피소드의 공동 작가 역을 맡음)를 사용하는 것을 패러디한 에피소드는 4학년 스탠 마시를 중심으로 한다. 여자 친구 웬디 테스타버거에게 학교 에세이와 낭만적인 텍스트를 작성하기 위해 소프트웨어에 의존하게 된 스탠 마시는 그를 그녀, 동급생 및 학교 관계자와 갈등하게 만든다.